# Crank (Band)
Crank war eine Schweizer Rock-Band aus Zürich.

## Geschichte
Das erste Konzert gaben sie als Primarschüler, es folgten Auftritte in Radio und Fernsehen. Mit Titeln wie Crank (1989) und Lifedive (1993) wurde die Band schweizweit bekannt und es wuchsen die Erwartungen der Presse, die sie offenbar nie ganz erfüllen konnten.
Bandleader und Sänger war der Gitarrist Adrian Weyermann. Aktiv war die Band mit zahlreichen Konzerten und Rezeption in der Presse hauptsächlich in den 1990er-Jahren. Mit dem Album Torture King kam die Band 1996 erstmals in die Schweizer Albumcharts (Platz 48), weitere Albumerfolge waren We Hope To Meet You There (1998 auf Platz 35) und Crank (2000 auf Platz 25).
2011 kam es nach erfolgter Trennung der Band zu einem erneuten Konzert der vier Bandmitglieder, bei dem die Auflösung der Band bekräftigt wurde.

## Diskografie
Alben
- 1993: Lifedive (Sound Service)
- 1996: Torture King (Tudor Rock)
- 1998: We Hope to Meet You There (Universal)
- 2000: Crank (Universal)

Singles und EPs
- 1990: Sounds Session 6 (EP, Sounds!)
- 2000: Sister (Single, Universal)